# Jakub Komorowski
Jakub Komorowski herbu Korczak (ur. 1724 w Susznie, zm. 1781 w Witkowie) – kasztelan santocki w latach 1772–1781, sędzia pograniczny kijowski w latach 1770–1771, sędzia ziemski buski w latach 1765–1772, stolnik horodelski w latach 1763–1765, łowczy lubaczowski w latach 1750–1763.
W 1764 roku był elektorem Stanisława Augusta Poniatowskiego z województwa bełskiego. W 1770 posiadał wieś królewską Nowe Sioło.

## Rodzina
Syn Jakuba Michała Komorowskiego i Barbary Łopackiej. Ożenił się z Antoniną Pawłowską (zm. 1791). Ich córka Gertruda Komorowska wyszła za mąż za Stanisława Szczęsnego Potockiego.